# Delfimeus laetus
Delfimeus laetus is een insect uit de familie van de mierenleeuwen (Myrmeleontidae), die tot de orde netvleugeligen (Neuroptera) behoort. 
Delfimeus laetus is voor het eerst wetenschappelijk beschreven door Hölzel in 1968.